# Eclipse solar del 7 de febrero de 2008

Tránsito del eclipse solar del 7 de febrero de 2008

El 7 de febrero de 2008 se produjo un eclipse solar anular que fue visible en la Antártida, Australia y Nueva Zelanda.
Tuvo lugar entre las 03:19:43 GMT y las 04:30:55 GMT  alcanzando su magnitud máxima del 0,965 a las 03:55:06 GMT sobre la Antártida.  
Fue el  primero de los dos eclipses solares del año 2008.